# Litsea elliptica
Litsea elliptica är en lagerväxtart som beskrevs av Carl Ludwig von Blume. Litsea elliptica ingår i släktet Litsea och familjen lagerväxter. Inga underarter finns listade i Catalogue of Life.